# Idaea salmanticensis
Idaea salmanticensis là một loài bướm đêm trong họ Geometridae.